# 4148 McCartney
4148 McCartney је астероид главног астероидног појаса чија средња удаљеност од Сунца износи 2,244 астрономских јединица (АЈ).
Апсолутна магнитуда астероида је 12,9.